# Graveyard Shift
Graveyard Shift (br A Criatura do Cemitério) é um filme de terror estadunidense de 1990, escrito por John Esposito e dirigido por Ralph S. Singleton. 
Adapatação do conto do famoso escritor Stephen King, intitulado no Brasil de "Último Turno" (Graveyard Shift) do livro Sombras da Noite (Night Shift) de 1978, o filme foi lançado em 26 de outubro de 1990 (junho de 1991 no Brasil).
O filme foi gravado na aldeia de Harmonia, no estado do Maine em Bartlettyarns Inc., a fábrica mais antiga de fios de lã dos Estados Unidos. 

## Sinopse
Uma tecelagem fechada há anos é reaberta pelo dono que parece conhecer um segredo enterrado no local. Quando o calor do verão se torna insuportável, e os funcionários resolvem trabalhar no turno da noite, uma criatura sanguinária passa a atacá-los.

## Elenco
- David Andrews ... John Hall
- Kelly Wolf ... Jane Wisconsky
- Stephen Macht ... Warwick
- Andrew Divoff ... Danson
- Vic Polizos ... Brogan